# Gare de Nozières - Brignon
La gare de Nozières - Brignon est une gare ferroviaire française de la ligne de Saint-Germain-des-Fossés à Nîmes-Courbessac (également appelée Ligne des Cévennes), située au lieu-dit La Gare sur le territoire de la commune de Boucoiran-et-Nozières, près de Brignon, dans le département du Gard, en région Occitanie.
Elle est mise en service en 1840, par la Compagnie des Mines de la Grand'Combe et des chemins de fer du Gard.
C'est une halte de la Société nationale des chemins de fer français (SNCF), desservie par des trains TER Occitanie.

## Situation ferroviaire
Établie à 78 mètres d'altitude, la gare de Nozières - Brignon est située au point kilométrique (PK) 695,606 de la ligne de Saint-Germain-des-Fossés à Nîmes-Courbessac entre les gares ouvertes de Boucoiran et de Saint-Geniès-de-Malgoirès.
C'était une gare de bifurcation avec la ligne d'Uzès à Nozières - Brignon.

## Histoire
La station de Nozières est située sur la deuxième section d'Alès à Nîmes, de la ligne d'Alès à Beaucaire, qui est mise en service, par la Compagnie des Mines de la Grand’Combe et des chemins de fer du Gard, le 1er août 1840.
La gare de Nozières figure dans la nomenclature 1911 des gares, stations et haltes, de la Compagnie des chemins de fer de Paris à Lyon et à la Méditerranée. Elle porte le no 1 de la ligne de Moret-Les-Sablons à Nîmes et le no 11 de la ligne d'Uzès à Nozières. Elle dispose du service complet de la grande vitesse (GV), « à l'exclusion des chevaux chargés dans des wagons-écuries s'ouvrant en bout et des voitures à 4 roues, à deux fonds et à deux banquettes dans l'intérieur, omnibus, diligences, etc. »  et du service complet de la petite vitesse (PV) avec la même limitation.
Le samedi 7 décembre 1957, a lieu le déraillement de l'express Paris-Nîmes no 1115. L'accident fait 70 blessés et 27 morts.

## Fréquentation
De 2015 à 2023, selon les estimations de la SNCF, la fréquentation annuelle de la gare s'élève aux nombres indiqués dans le tableau ci-dessous :
| Année           | 2015  | 2016  | 2017   | 2018   | 2019   | 2020   | 2021   | 2022   | 2023   |
| --------------- | ----- | ----- | ------ | ------ | ------ | ------ | ------ | ------ | ------ |
| Voyageurs seuls | 7 330 | 8 892 | 10 497 | 12 094 | 12 945 | 10 869 | 17 501 | 20 804 | 18 970 |

## Service des voyageurs

### Accueil
Halte SNCF, c'est un point d'arrêt non géré (PANG) à entrée libre.

### Desserte
Nozières - Brignon est desservie par des trains TER Occitanie qui effectue des missions entre les gares d'Alès et de Saint-Geniès-de-Malgoirès.

### Intermodalité
Un parking pour les véhicules est aménagé. Des cars TER Occitanie assurent un service en complément ou renforcement des dessertes ferroviaires.